# Stockton (Nouvelle-Zélande)
Stockton est une ville ancienne du nord-ouest de l’Île du Sud de la Nouvelle-Zélande située dans la région de la West Coast . 

## Situation
Elle est localisée dans la chaîne de Papahaua (en) à environ 30 kilomètres au nord-est de la ville de Westport.

## Activité économique
Stockton est bien connu pour la mine de charbon de Stockton (en) gérée par la société Solid Energy.
Cette mine a possédé le premier train électrique de Nouvelle-Zélande, qui a fonctionné de 1908 à 1953, quand il fut remplacé par un câble de transport aérien .